# Kulturní centrum Provoz
Kulturní centrum Provoz je nezávislé kulturní a komunitní centrum v Ostravě, zaměřené zejména na alternativní umění.
Od ledna 2020 se nachází na adrese Kostelní 24 v blízkosti Havlíčkova nábřeží a Mostu Miloše Sýkory. Součástí Provozu je hudební a literární klub, galerie a bar s knihkupectvím. Provoz je také domovem literární platformy Harakiri, literárního festivalu Inverze a audiovizuálního festivalu Luft.
Ředitelem centra je spisovatel a producent Jan Dvořák, který je také společně s kolegy Vasiliosem Chaleplisem a Adamem Tomášem autorem knihy 111 míst v Ostravě, která musíte vidět.